# Lackeya
Lackeya es un género de plantas con flores con una especies perteneciente a la familia Fabaceae. Su única especie: Lackeya multiflora (Torr. & A.Gray) Fortunato, L.P.Queiroz & G.P.Lewis, es originaria del sudeste de los Estados Unidos.

## Sinonimia
- Dolichos multiflorus Torr. & A.Gray basónimo[1]